# Mont-Cauvaire
Mont-Cauvaire là một xã thuộc tỉnh Seine-Maritime trong vùng Normandie miền bắc nước Pháp.

## Huy hiệu
| Arms of Mont-Cauvaire | The arms of Mont-Cauvaire are blazoned: Gules, 2 fesses wavy abased, with a triple-peaked mount argent over them, in chief a leopard Or armed sable, langued gules, holding a latin cross bendwise sable. |

## Dân số
| 1962                                 | 1968 | 1975 | 1982 | 1990 | 1999 | 2006 |
| ------------------------------------ | ---- | ---- | ---- | ---- | ---- | ---- |
| 411                                  | 451  | 471  | 557  | 603  | 566  | 614  |
| Từ năm 1962: Dân số không tính trùng |      |      |      |      |      |      |